# Монморанси-Лаваль, Матьё де
Матьё-Жан Фелисите́ де Монмора́нси, герцог де Монморанси-Лаваль (фр. Mathieu Jean Félicité de Montmorency, duc de Montmorency-Laval; 10 июля 1760, Париж, Франция — 24 марта 1826, там же, Франция), — французский государственный и политический деятель, представитель знатного французского рода Монморанси.

## Биография
Воспитанный в духе просветительных идей XVIII века, Матьё де Монморанси-Лаваль принял участие в войне за независимость американских колоний.

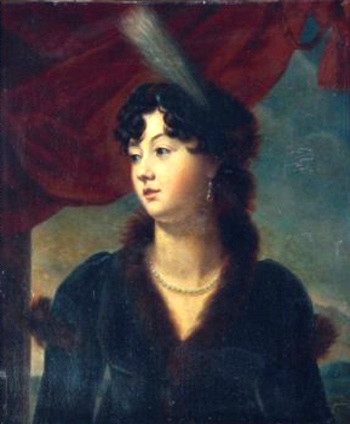
Элизабет де Монморанси-Лаваль де Ларошфуко, дочь

Во французском Учредительном собрании де Монморанси-Лаваль принадлежал к числу тех немногих дворян, которые после королевского заседания 23 июня примкнули к третьему сословию. Дальнейший ход Революции его испугал: он бежал в Швейцарию и вернулся во Францию только после прекращения террора.
В 1812 году принял участие в заговоре Мале и был в числе назначенных последним пяти членов временного правительства. В 1814 году Монморанси был адъютантом графа Шарля д’Артуа и составлял подписанные последним прокламации.
В 1815 году Людовик XVIII возвёл его в достоинство пэра. В 1821 году Матьё был назначен министром иностранных дел и представлял Францию на Веронском конгрессе. В это время Монморанси принадлежал к радикальной правой «партии». Вследствие несогласия с Ж.-Б. Виллелем по вопросу о способах воздействия на Испанию был вынужден оставить министерский пост (1822).
24 ноября 1823 года де Монморанси-Лаваль был торжественно награждён орденом Св. Андрея Первозванного.
Карл X назначил Матьё воспитателем герцога Бордосского. Несмотря на то обстоятельство, что Монморанси никогда ничего не писал, Французская академия в 1825 году избрала его своим членом.